# Crepidodera aurea
Crepidodera aurea är en skalbaggsart som först beskrevs av Geoffroy 1785.  Crepidodera aurea ingår i släktet Crepidodera, och familjen bladbaggar. Arten har ej påträffats i Sverige.

## Bildgalleri

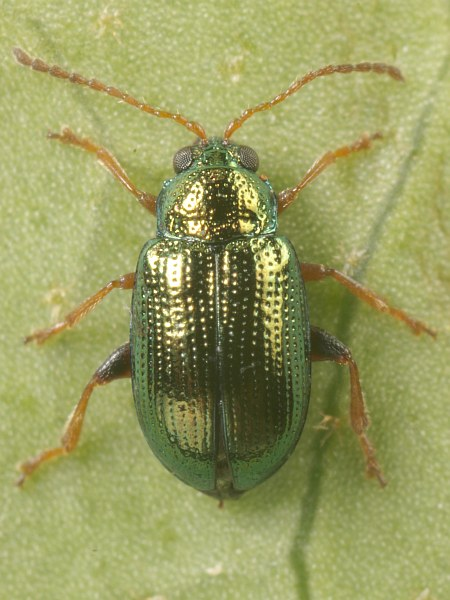